# Flarktjärnen (Piteå socken, Norrbotten)
Flarktjärnen är en sjö i Piteå kommun i Norrbotten och ingår i Piteälvens huvudavrinningsområde.